# Bucynthia ochrescens
Bucynthia ochrescens är en skalbaggsart som beskrevs av Stefan von Breuning 1980. Bucynthia ochrescens ingår i släktet Bucynthia och familjen långhorningar. Inga underarter finns listade.